# 牛惟炳
牛惟炳（1542年—？），字懋華，號承菴，直隸廣平府曲周縣人，民籍，明朝政治人物。

## 生平
隆慶元年（1567年）丁卯科順天鄉試第十七名舉人，萬曆二年（1574年）中式甲戌科會試第四十二名，三甲第四名進士。八年（1580年）六月授戶科給事中，十年（1582年）二月升刑科右給事中，同年升禮科左給事中，十一年（1583年）五月上疏請停選宮女，出為湖廣布政使司參議，十三年（1585年）六月升江西按察司副使、兵備徽寧。

## 家族
曾祖牛紳；祖父牛璽，封知縣；父牛山木，戶部主事。母方氏（贈孺人）；繼母劉氏（封孺人）。具慶下。